# Стоян Трайчев
Стоян Трайчев Китанов е български революционер, деец на Вътрешната македоно-одринска революционна организация и Вътрешната македонска революционна организация.

## Биография

### Във ВМОРО
Стоян Трайчев е роден в 1880 година в кочанското село Търкане, тогава в Османската империя, днес в Северна Македония. Баща му Трайчо Китанов е куриер и милиционер на ВМОРО, арестуван в 1897 година по време на Винишката афера и убит в затвора от бой.
Стоян Трайчев също влиза във ВМОРО и действа като куриер и милиционер. Преследван от властите, в 1900 година става нелегален четник в четата на кочанския войвода Симеон Клинчарски. С четата на Клинчарски същата 1900 година се сражава в село Чифлик, Кочанско.
При избухването на Балканската война в 1912 година е доброволец в Македоно-одринското опълчение в 4-та рота на 2-ра скопска дружина.
В 1913 година, подгонен от новите сръбски власти, отново става четник на Симеон Клинчарски. В 1914 година е изпратен при войводата Мите Блатечки. В същата 1914 година се сражава със сръбски части в село Драгобраща. Четник е и на Георги Траянов в 1914 година. По-късно в 1914 година е изпратен при щипския войвода Иван Бърльов, с когото се сражава при село Жиганци. В 1915 година четник на Яне Велинов и на Христо Хаджиандонов и Мише Кръстев.
През Първата световна война, по случай 15-ата годишнина от Илинденско-Преображенското въстание, е награден с народен орден „За военна заслуга“, VІ степен, на военна лента, с корона, за заслуги към постигане на българския идеал в Македония.

### Във ВМРО
След Първата световна война, когато родният му край отново е върнат на Сърбия, Трайчев участва във възстановената ВМРО и става четник на Симеон Клинчарски, който отново действа като кочански войвода. В 1921 година с новия кочански войвода Евтим Полски се сражава в село Саса. В 1922 година е в четата на Панчо Михайлов, а в 1925 година отново е в четата на Евтим Полски, с която действа чак до смъртта на войводата в 1931 година. Трайчев е в Кюстендилския пункт на ВМРО при пунктовия началник Трифон Савев.
На 4 април 1943 година, като жител на Търкане, подава молба за българска народна пенсия, В молбата пише, че е работил „за освобождението на всички български краища и за обединението на целия български народ. Да живее целокупна България.“ Молбата е одобрена и пенсията е отпусната от Министерския съвет на Царство България.